# Tikaré
Ne doit pas être confondu avec Tikéra.
Pour le département, voir Tikaré (département).
Tikaré est une commune et le chef-lieu du département de Tikaré situé dans la province du Bam de la région des Kuilsé au Burkina Faso.

## Géographie
Tikaré est située à 26 kilomètres de Kongoussi. La commune est traversée par la route nationale 15.

## Éducation et santé
Tikaré accueille un centre de santé et de promotion sociale (CSPS) tandis que le centre médical avec antenne chirurgicale (CMA) de la province se trouve à Kongoussi.